# Nehézammónia
Az ammónia egy nitrogén- és három hidrogénatomot tartalmaz. A nehézammónia ugyanezen elemeket tartalmazza, abban tér el, hogy a hidrogénatomok mindegyike deutériumatom. Olvadáspontja −73,6 °C (199,6 K), forráspontja −31,1 °C (242,1 K), ami kevéssé tér el az ammóniáétól. Csillagközi felhőkben előfordul, először az NGC 1333-ban és a Barnard–1-ben észlelték. Ez a csillagközi térben észlelt első 3 deutériumot tartalmazó vegyület.

## Spektrum
Spektroszkópiai mintája a többi 14N-tartalmú stabil ammóniaizotopológhoz ({\displaystyle {\ce {N^{1}H3, N^{1}H2^{2}H, N^{1}H^{2}H2}}}) hasonló, a 0–0 átmenet energiája ezekben a deutériumatomok számával fokozatosan nő, a csúcsok szélessége és távolsága csökken, így a {\displaystyle {\ce {N^{2}H3}}} átmeneti energiája a legnagyobb, csúcsszélessége és -távolsága a legkisebb.

## Hasonló ammóniaváltozatok
Ismertek részlegesen nehéz ({\displaystyle {\ce {N^{1}H2^{2}H, N^{1}H^{2}H2}}}), trícium- és müoniumtartalmú ({\displaystyle {\ce {N^{1}H^{2}HMu}}}) ammóniaváltozatok is. Ezek közül a {\displaystyle {\ce {N^{1}H^{2}H^{3}H}}} és a {\displaystyle {\ce {N^{1}H^{2}HMu}}} izotóposan királis – nincs két azonos izotóp a nitrogénatomon.

### Tríciummal
A teljesen tríciumozott ammónia ({\displaystyle {\ce {N^{3}H3}}}) a nitrogénnel és tríciummal lassan – koncentrációtól függően hetek, hónapok alatt – kerül egyensúlyba.
Besugárzott cirkóniummal védett üzemanyagok védőrétegének eltávolításakor tríciumtartalmú ammóniaváltozatok ({\displaystyle {\ce {N^{1}H2^{3}H, N^{1}H^{3}H2, N^{3}H3}}}) jöhetnek létre.

### Nehéz nitrogénizotópokkal
A 15NH3-at Barrado et al. 2023-ban észlelték egy barna törpe légkörében.
A {\displaystyle {\ce {^{15}N^{2}H3}}} és a {\displaystyle {\ce {^{15}N^{1}H3}}} sugárzásnak ellenálló erősen polarizálható polarizáltproton- és -deuteron-forrás, melyet gyakran használnak nagy ütközési intenzitású (luminozitású) kísérletekben a nukleonok spinszerkezetének vizsgálatához.

## Nehéz ammóniumionok
1937-ben Smits és Muller nehézammónium-kloridot ({\displaystyle {\ce {N^{2}H4Cl}}}) állított elő nehézvíz és foszfor-pentaklorid, illetve nehézvíz és magnézium-nitrid reakciójával, melyet az így keletkező deutérium-klorid, illetve nehézammónia reakciója követett. Az így keletkező vegyület a hagyományos ammónium-kloridtól eltérően nem mutatott jelentős hiszterézist, és a térfogat-hőmérséklet görbe meredeksége is kisebb volt.